# Prawdinsk
Prawdinsk (russisch Правдинск, anhörenⓘ), deutsch bis 1946 Friedland in Ostpreußen (polnisch Frydląd, litauisch Romuva), ist eine Kleinstadt mit 3986 Einwohnern (Stand 1. Oktober 2021) im Süden der russischen Oblast Kaliningrad im Rajon Prawdinsk. Die Stadt Prawdinsk ist Verwaltungssitz der kommunalen Selbstverwaltungseinheit Stadtkreis Prawdinsk.

## Geographische Lage
Die Stadt liegt in der historischen Region Ostpreußen, an der Alle, etwa 50 Kilometer südöstlich von Königsberg (Kaliningrad).

## Geschichte
Im Jahre 1312 wurde der heutige Ort durch den Deutschen Orden gegründet. Der Ordens-Hochmeister Luther von Braunschweig verlieh dem Ort 1335 unter dem Namen Friedland das Kulmer Stadtrecht. Litauische Eindringlinge richteten 1347 schwere Zerstörungen an. 1441 trat die Stadt dem Preußischen Bund bei und gehörte im Städtekrieg 1454 zu den Gegnern des Deutschen Ordens. Im 15. Jahrhundert wurde Friedland zu einem bedeutenden Zentrum für Tuchmacherei und Weberei. Das Ordensheer zerstörte Friedland 1466 erneut. Weitere Zerstörungen erlitt die Stadt 1553 durch einen Stadtbrand, dem nur die Kirche entging, und 1656 durch schwedische Truppen. 1795 wütete erneut eine Feuersbrunst in der Stadt. Am 14. Juni 1807 fand die Schlacht von Friedland statt, in der Napoleon das russische Heer schlug. Zum Treffen der europäischen Orte mit Namen Friedland wurde die Schlacht am Originalschauplatz anlässlich des 200. Jahrestages nachgestellt.
Durch die preußische Verwaltungsreform von 1818 wurde Friedland Kreisstadt des gleichnamigen Kreises im Regierungsbezirk Königsberg. 1885 hatte die Stadt 3182 Einwohner. Den Status der Kreisstadt verlor Friedland 1902 wieder, als das Landratsamt nach Bartenstein verlegt wurde.
Am Anfang des 20. Jahrhunderts hatte Friedland eine evangelische Kirche, eine Rettungsstation, eine Präparandenanstalt, ein Amtsgericht, ein Hauptsteueramt sowie eine Dampfmahlmühle und eine Dampfschneidemühle. 1921–1923 wurde das Kraftwerk Friedland erbaut, das große Teile Ostpreußens mit Elektrizität versorgte. 1927 wurde auch der Kreis nach Bartenstein benannt. Zu Beginn des Zweiten Weltkrieges hatte Friedland 4410 Einwohner.
Nach Eroberung der Stadt durch die Rote Armee 1945 wurde die Innenstadt abgebrannt, und die Kirche verlor vollständig ihre Ausstattung. Sie wurde später in eine Lagerhalle umgewandelt.
Nach Ende des Zweiten Weltkriegs wurde Friedland zusammen mit der ganzen nördlichen Hälfte Ostpreußens besatzungsrechtlich unter sowjetische Verwaltung gestellt, eine Maßnahme, die im Sommer 1945 nach dem Potsdamer Abkommen unverändert beibehalten wurde. Die Stadt  wurde in Prawdinsk umbenannt, vermutlich in Anlehnung an das russische Wort prawda (Wahrheit). Zu den interessanten Bauwerken zählen neben der frühgotischen Pfarrkirche auch die um 1923 errichtete Staumauer (ehem. „Ostpreußenwerk“) am Fluss Alle. 
Die Region war bis zum Zerfall der Sowjetunion im Jahre 1991 Teil der Russischen Sozialistischen Föderativen Sowjetrepublik und gehört seitdem zur Russischen Föderation.

Friedland, nordöstlich von Bartenstein, auf einer Landkarte von 1910

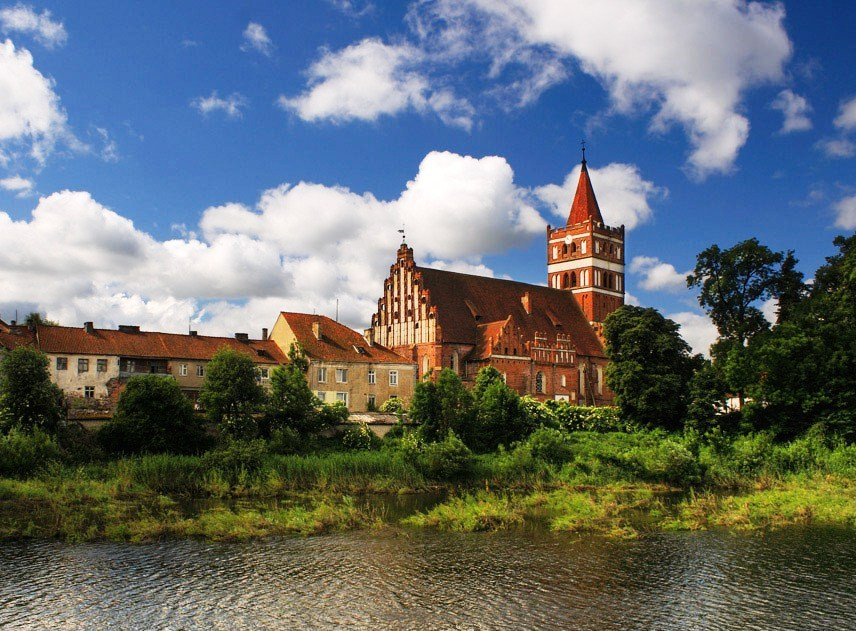
St.-Georgs-Kirche

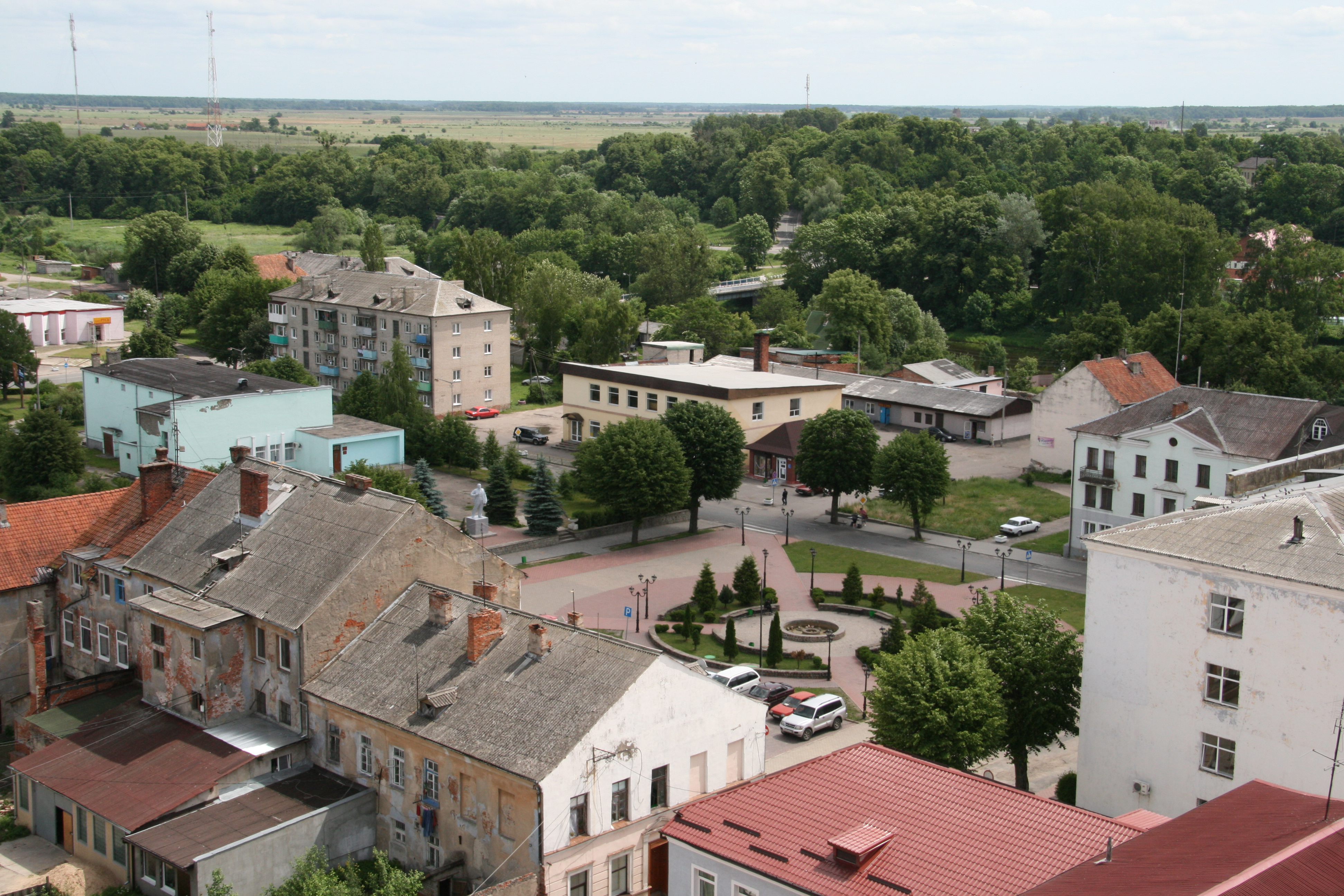
Marktplatz (Sommer 2011)

### Demographie
| Jahr | Einwohner | Anmerkungen |
| ---- | --------- | --- |
| 1768 | 1597      | [ 3 ] |
| 1782 | > 2000    | ohne die Garnison (ein Bataillon Infanterie) |
| 1798 | 1957      | [ 3 ] |
| 1802 | 2118      | [ 5 ] |
| 1810 | 1535      | darunter 38 Katholiken |
| 1816 | 1808      | davon 1761 Evangelische und 47 Katholiken (keine Juden) |
| 1821 | 2137      | [ 5 ] |
| 1828 | 2168      | davon fünf Katholiken und sechs Juden, die übrigen Bewohner sind sämtlich evangelisch |
| 1831 | 2283      | darunter 14 Katholiken und 14 Juden, alle übrigen Bewohner sind evangelisch |
| 1858 | 2595      | davon 2559 Evangelische, sieben Katholiken und 29 Juden |
| 1864 | 3474      | am 3. Dezember |
| 1875 | 3296      | [ 9 ] |
| 1880 | 3366      | [ 9 ] |
| 1890 | 2609      | [ 9 ] |
| 1900 | 2824      | Kreisstadt, Landratsamt befindet sich in Bartenstein |
| 1910 | 3027      | Stadt, am 1. Dezember, mit einer evangelischen Pfarrkirche, einer katholischen Pfarrkirche, einem Amtsgericht, einem Krankenhaus, einem Sanitätshaus, einer Präparandenanstalt, Mühlen, einer Molkerei, einer Brauerei, Sägewerken, einer Ziegelei, Fabrikation von Zement, Maschinen und Essig sowie Pferde- und Viehmärkten |
| 1933 | 4323      | [ 9 ] |
| 1939 | 4410      | [ 9 ] |

| Jahr      | 1959 | 1970 | 1979 | 1989 | 2002 | 2010 | 2021 |
| --------- | ---- | ---- | ---- | ---- | ---- | ---- | ---- |
| Einwohner | 2718 | 3335 | 4070 | 4143 | 4480 | 4323 | 3986 |

### Prawdinskoje gorodskoje posselenije 2004–2015

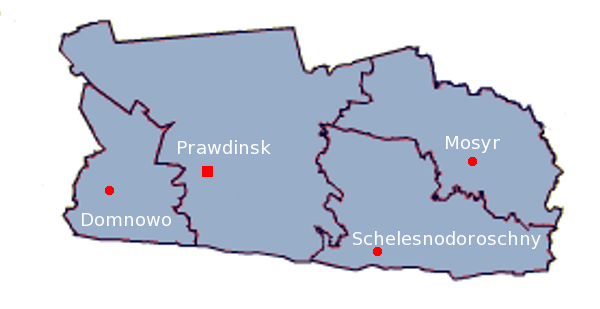
Lage der städtischen Gemeinde Prawdinskoje gorodskoje posselenije innerhalb des Rajons Prawdinsk

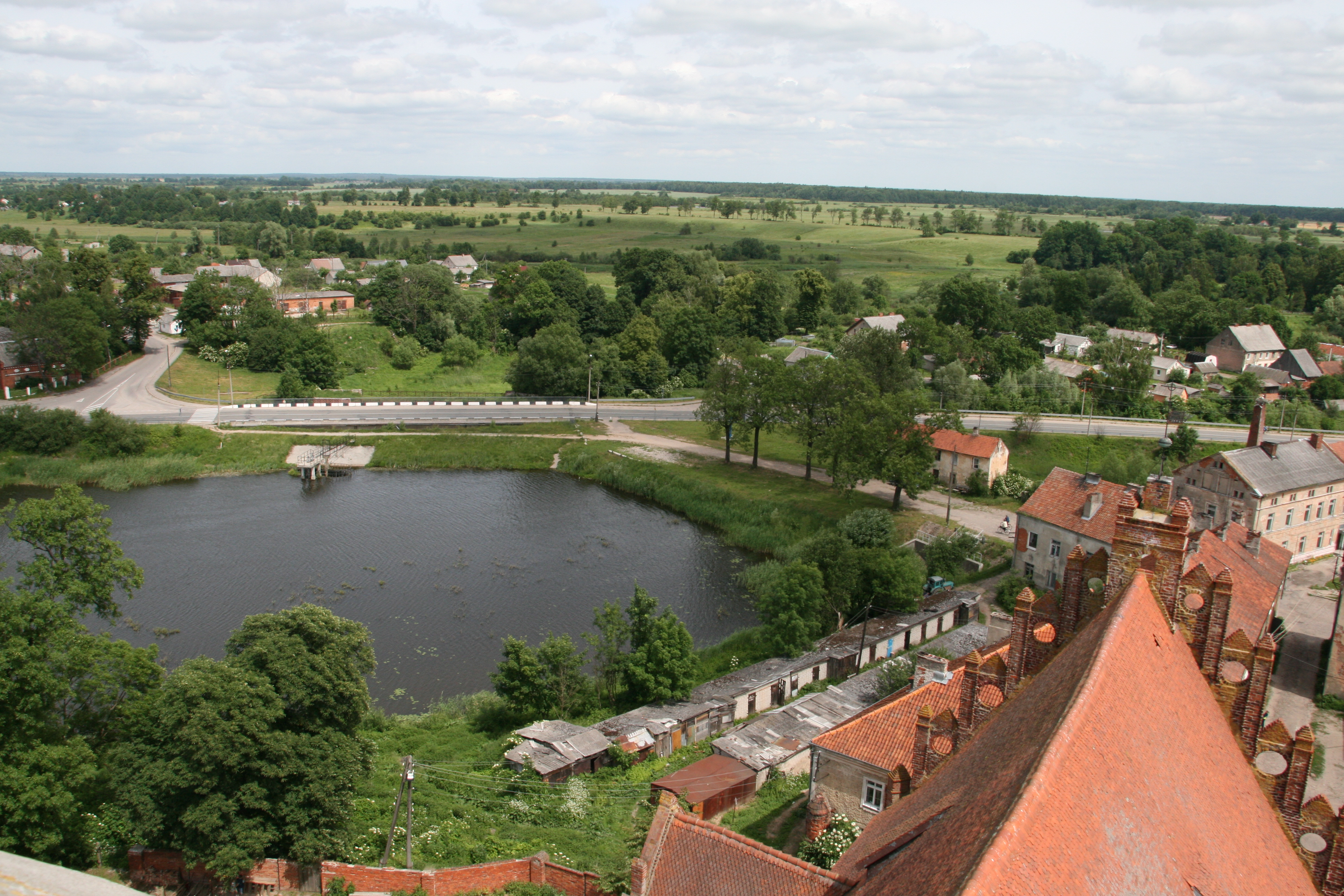
Mühlenteich (Melnitschny prud) am nördlichen Stadtrand, von der St.-Georgs-Kirche aus

Die städtische Gemeinde Prawdinskoje gorodskoje posselenije (ru. Правдинское городское поселение) wurde im Jahr 2004 eingerichtet und enthielt außer der Stadt Prawdinsk weitere 32 als „Siedlungen“ (russisch: possjolok) eingestufte Ortschaften im westlichen und mittleren Bereich des Rajon Prawdinsk. Im Jahr 2015 wurde die Gemeinde aufgelöst und deren Orte in den Stadtkreis Prawdinsk eingegliedert.
Zu den 32 Siedlungen der Prawdinskoje selskoje posselenije gehörten die Orte:
| Ortsname                  | deutscher Name           |  | Ortsname                   | deutscher Name            |
| ------------------------- | ------------------------ |  | -------------------------- | ------------------------- |
| Antonowo (Антоново)       | Grünwalde                |  | Lukino (Лукино)            | Kloschenen                |
| Bely Jar (Белый Яр)       | Eiserwagen               |  | Nowoje (Новое)             | Trimmau                   |
| Berjosowo (Берёзово)      | Schönbaum                |  | Oktjabrskoje (Октябрьское) | Klein Schönau             |
| Bytschkowo (Бычково)      | Kaydann                  |  | Peredowoje (Передовое)     | Postehnen                 |
| Cholmogorje (Холмогорье)  | Kipitten                 |  | Pessotschnoje (Песочное)   | Althof                    |
| Dalneje (Дальнее)         | Wommen                   |  | Poretschje (Поречье)       | Allenau                   |
| Druschba (Дружба)         | Allenburg                |  | Progress (Прогресс)        | Auglitten                 |
| Dworkino (Дворкино)       | Friedenberg              |  | Rjabinino (Рябинино)       | Korwlack                  |
| Fedotowo (Федотово)       | Plauen, Kreis Wehlau     |  | Rodniki (Родники)          | Leißienen                 |
| Iswilino (Извилино)       | Dettmitten               |  | Rownoje (Ровное)           | Heinrichsdorf             |
| Kisseljowka (Киселёвка)   | Karschau                 |  | Schewtschenko (Шевченко)   | zu Friedland              |
| Kostjukowka (Костюковка)  | Heyde                    |  | Selenzowo (Зеленцово)      | Grünthal                  |
| Krasnopolje (Краснополье) | Hohenstein               |  | Sewskoje (Севское)         | Böttchersdorf             |
| Krutoi Jar (Крутой Яр)    | Götzlack                 |  | Sopkino (Сопкино)          | Rosenberg, Kreis Gerdauen |
| Kurortnoje (Курортное)    | Wohnsdorf mit Agnesenhof |  | Tjomkino (Тёмкино)         | Mertensdorf               |
| Lugowoje (Луговое)        | Hohenfelde               |  | Trostniki (Тростники)      | Schakenhof                |

## Kirche

### Evangelisch

#### Kirchengemeinde
Seit Einführung der Reformation bis zum Jahre 1945 bestand eine evangelische Kirchengemeinde in Friedland. Gotteshaus war die St.-Georgs-Kirche. Gehörte sie einstmals zur Inspektion des Oberhofpredigers in Königsberg (Preußen) (heute russisch: Kaliningrad), so war sie dann in den Kirchenkreis Friedland, der ab 1927 in den Kirchenkreis Bartenstein (heute polnisch: Bartoszyce) umfunktioniert wurde, integriert. Sie lag im Bereich der Kirchenprovinz Ostpreußen der Kirche der Altpreußischen Union. Vor 1912 zählte die Gemeinde 4.500 Gemeindeglieder.
In der Zeit der Sowjetunion war kirchliches Leben untersagt. In den 1990er Jahren bildete sich in Prawdinsk eine neue evangelische Gemeinde, die zum Einzugsbereich der Auferstehungskirchengemeinde in Kaliningrad (Königsberg (Preußen)) gehört und in die Propstei Kaliningrad der Evangelisch-Lutherischen Kirche Europäisches Russland (ELKER) eingegliedert ist.

##### Partnerschaften
Die evangelisch-lutherische Kirchengemeinde in Prawdinsk unterhält Partnerschaften mit:
- Evangelische Erlöserkirchengemeinde in Potsdam
- Gemeinschaft evangelischer Ostpreußen (GeO) e. V.

Die Stadt Prawdinsk gehört zu den zehn Ortschaften in Deutschland, Polen Tschechien und Russland, die den Namen Friedland tragen oder getragen haben und seit 1996 internationale Friedenstreffen unter dem Motto Friedland – Friedliches Land – Friedliches Europa durchführen.

##### Kirchspielorte (bis 1945)
Vor 1945 gehörten zum Kirchspiel Friedland folgende Ortschaften:

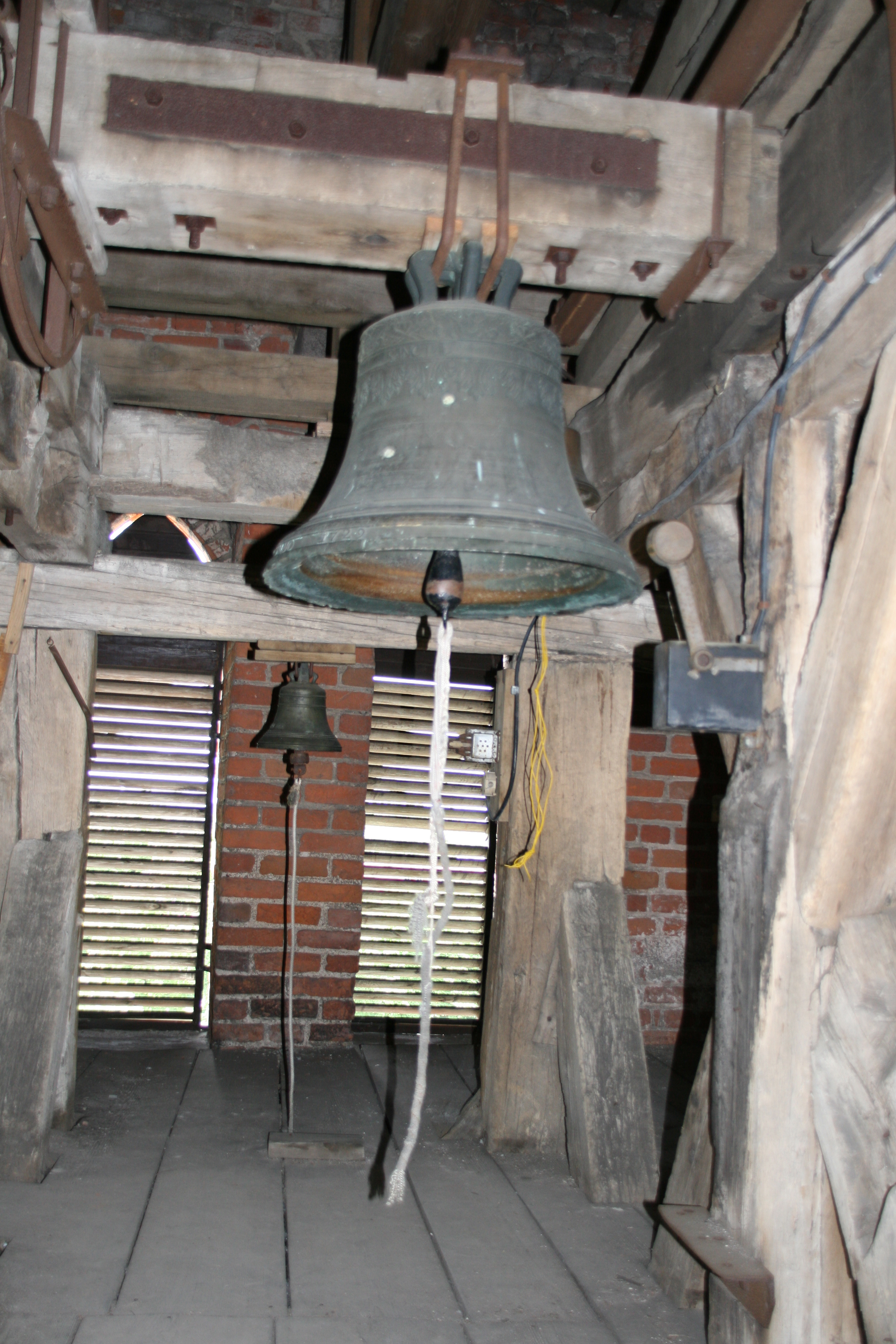
Glocken im Kirchturm von Friedland/Prawdinsk (Juni 2011)

| Name (bis 1946) | Russischer Name |
| --------------- | --------------- |
| Battkeim        | –               |
| Bothkeim        | Tschistopolje   |
| Eichenwäldchen  | –               |
| Friedlandshof   | –               |
| Götzlack        | Krutoi Jar      |
| Grünwalde       | Antonowo        |
| Hegewald        | –               |
| Heinrichsdorf   | Rownoje         |
| Heyde           | Kostjukowka     |
| Kloschenen      | Lukino          |
| Lawdt           | –               |
| Mertensdorf     | Tjomkino        |
| Postehnen       | Peredowoje      |

#### Kirchengebäude
In ihren Anfängen entstand die Friedländer St.-Georgs-Kirche im Jahre 1313 aus Holz. Bei einem Einfall von Litauern brannte sie 1347 nieder, wurde aber 1360 bis 1380 dann als gemauerter Saalbau mit Sakristei und Turm wiedererrichtet. Vor Ende des 15. Jahrhunderts erhielt das Gotteshaus in erheblichem Maße Umbauten. So entstand durch die Anlage von zwei Pfeilerreihen eine dreischiffige Basilika mit sieben Jochen.
An den Seitenwänden baute man 1506 auf der Südseite die St.-Anna-Kapelle an, die später als Privatkapelle der Familie von Proeck genutzt wurde, und nach 1521 kamen weitere Kapellen auf der Nordseite hinzu.

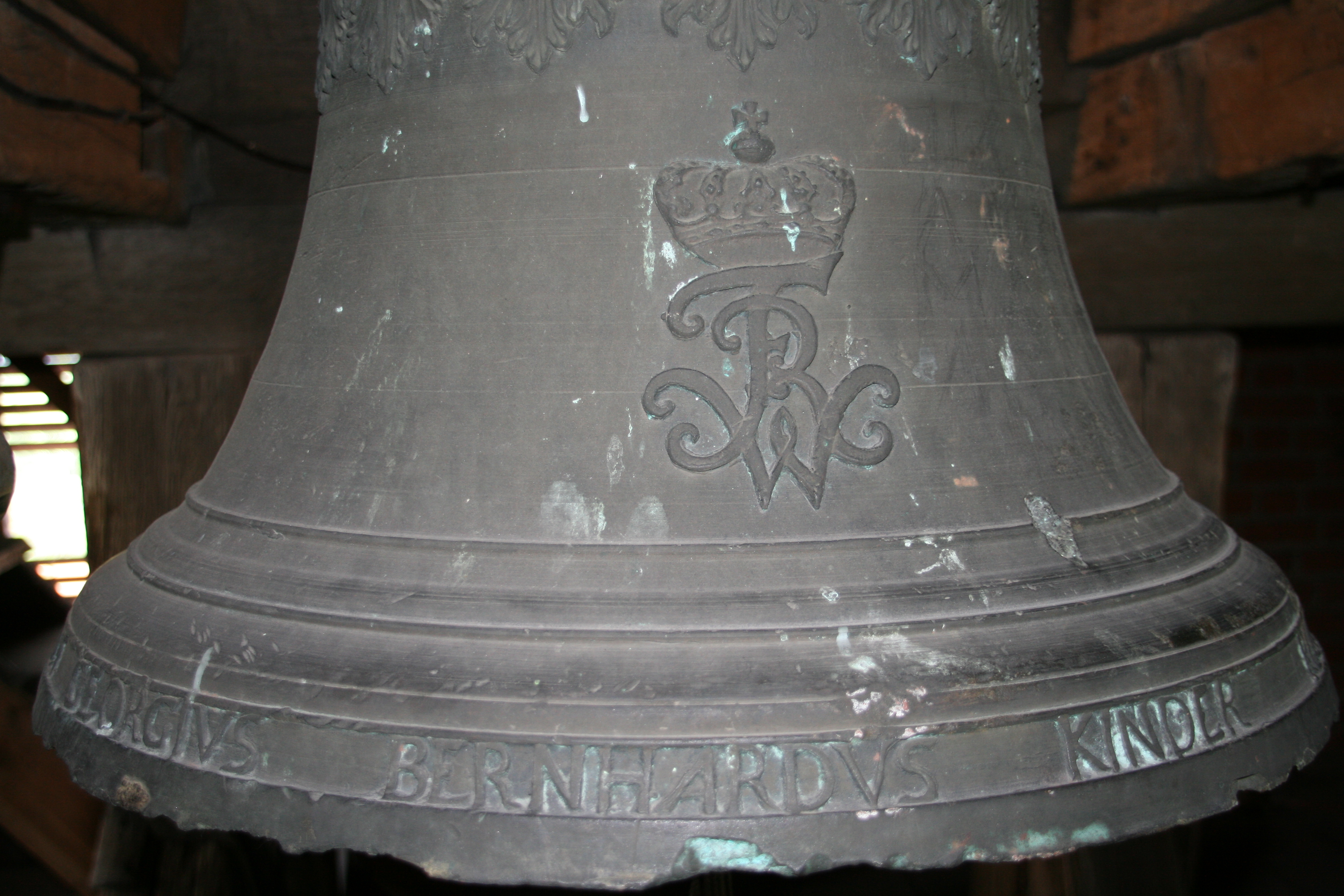
Detail der Kirchenglocke

Die wertvolle Kunstausstattung der Kirche wurde 1948 geraubt. Von den einst drei Glocken hat eine den Krieg auf dem Hamburger Glockenfriedhof überdauert und läutet heute in der St.-Elisabeth-Kirche zu Langenhagen in Niedersachsen. Sie stammt aus dem Jahr 1746 und wurde in der Königsberger Glockengießerei Dörling angefertigt. Die beiden anderen Glocken, eine kleine und eine große sind im Glockenturm verblieben. Die große Glocke stammt aus dem Jahr 1729 und trägt noch das Wappen von Friedrich Wilhelm I. (Preußen) „FWR“.

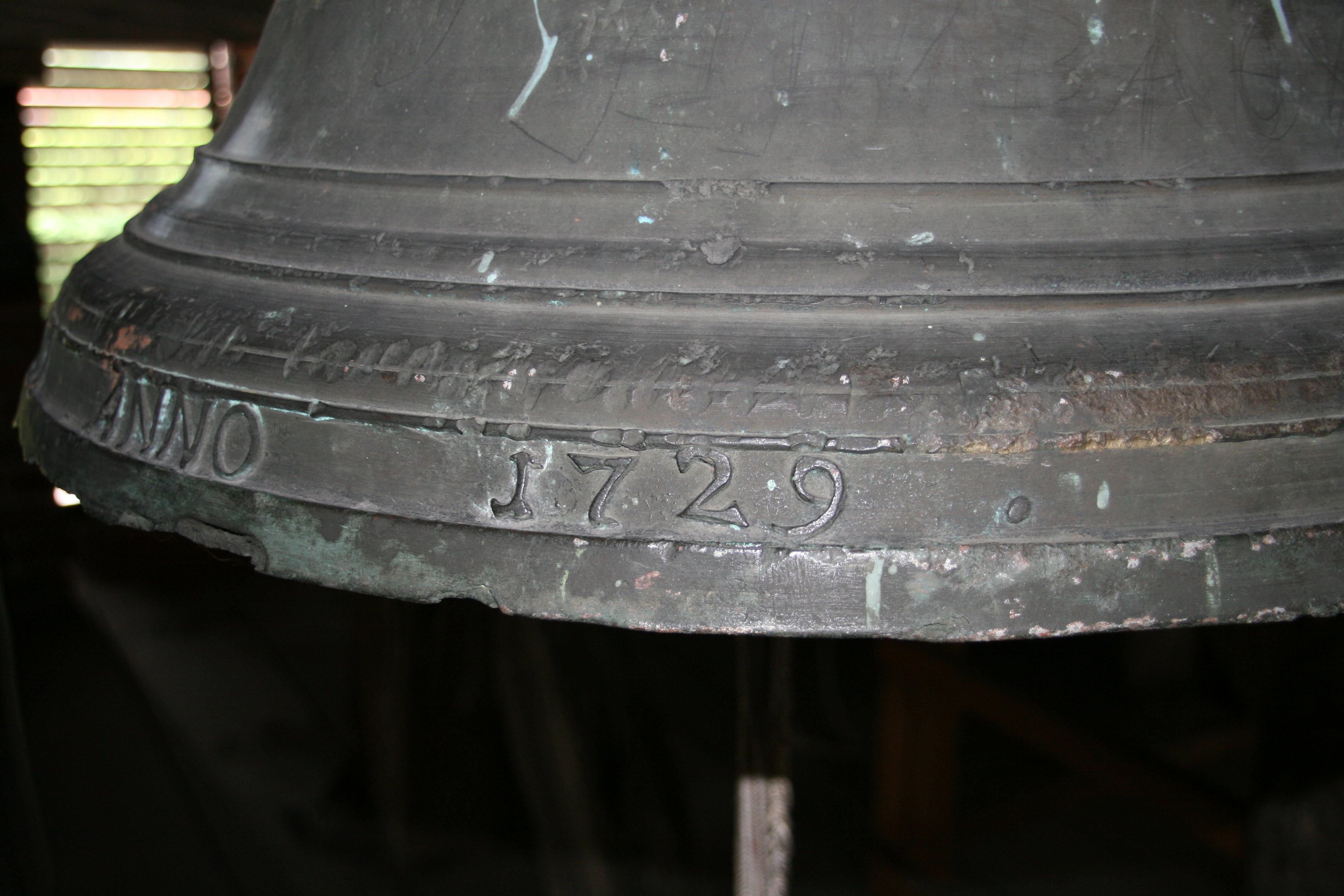
Detail der Kirchenglocke

Zwischen 1961 und 1991 wurde die Kirche zweckentfremdet und diente als Lagerhalle der Konsumgenossenschaft, bis sie – auch mit starker Unterstützung ehemaliger Friedländer Kirchenmitglieder – ausgebessert wurde und nun Gotteshaus der russisch-orthodoxen Kirche ist.
Die neugebildete evangelischen Gemeinde nennt heute ein kleines Gemeindehaus mit besonderem Gottesdienstsaal ihr Eigen.

#### Pfarrer bis 1945
Bis 1945 wurde Friedland und das dazugehörige Kirchspiel von jeweils zwei Geistlichen (Pfarr- und Diakonenstelle) betreut:
| - Heinrich Schmidt, bis 1529 - Laurentius Schönwald, 1529 - Gregor Steinbach, ab 1529 - Petrus Prätorius, 1530–1532 - Johannes Pauly, 1532–1537 - Nicolaus Naps, 1533 - Valentin Buge, 1537–1545 - Basilius Kuntz, bis 1543 - George Hofmeister, um 1545 - Michael Will (Eusebius), 1545–1547 - Briccius Lehmann, 1547–1548 - Michael Thiel, ab 1548 - Bonaventura Fischr, ab 1550 - Simon Dewitz, 1550–1559 - Simon Wolrath, 1559–1567 - Johann Morgenstern, 1567–1593 - Erasmus Landenberg, bis 1570 - Sigismund Weier, 1570–1573 - Christoph Schultz, 1573–1581 - Joachim Bliefert, 1593–1602 - Gregorovius Helming, bis 1602 - Martin Bergau, 1602–1612 - Michael Wegner, 1602–1613 - Petrus Conradi, 1612–1620 - Christoph Werner, 1613–1640 - Christian Freymuth, 1621–1646 - Andreas Blanckenburg, 1641–1642 - Johann Brien, 1643–1657 - Christoph Sperber, 1647–1671 - Martin Scheibe, 1657–1677 - Christoph Cramer, 1671–1677 - Johann Grantzau, ab 1677 - George Fischer, 1677–1696 - Christoph Bartholomäus Cramer, 1696–1727 - Christian Störmer, bis 1717 - Johann Fischer, 1720–1739 - Friedrich Sigismund Schmidt, 1727–1735 - Gottfried Eigenfeld, 1735–1759 - Daniel Reinhold Bock, 1739–1747 - Johann Bernhard Kuhn, 1747–1799 | - Johann Daniel Wardemünde, 1755–1771 - Matthias Friedrich Rücker, 1771–1775 - August Hermann Glawe, 1776–1778 - Gottfried Heinrich Sommerey, 1778–1787 - Johann Friedrich Kuschinsky, 1787–1814 - Samuel Heinrich Keber, 1792–1814 - Johann Wilhelm Traugott Pancritius, 1814–1851 - Christian Friedrich Parthey, 1814–1817 - Johann Gottfried Schröder, 1817–1823 - Hans Albert Weiße, 1824–1839 - Johann Adolf Ferdinand Müller, 1839–1855 - Emil Hein, 1851–1871 - Carl August Richard Johann, 1855–1872 - Bernhard Schöllner, 1872–1878 - Eduard Johann H. Erdmann, 1873–1881 - Hugo Rosseck, 1879–1883 - Maximilian Michael Krenz, 1883–1884 - Emil Eschenbach, 1884–1891 - Johann Adalbert Volrad Hübner, 1885–1889 - Karl Richard Grabowski, 1889–1891 - Friedrich Grünhagen, 1891–1906 - Friedrich Johann Rathke, 1893–1895 - Friedrich Karl Gooth. Müller, 1895–1898 - Karl Wilhelm Heinrich Müller, 1898–1902 - Friedrich Otto Bierfreund, 1902–1912 - Gottlieb Heinrich Adolf Richard Rothe, 1907–1928 - Alfred Friedrich Karl Halling, 1912–1913 - Benno Kaleß, ab 1913 - Egon Sprang, 1923–1927 - Siegfried Küchler, 1927–1930 - Walter Schultz, 1928–1934 - Heinrich Geiger, 1930–1934 - Bruno Schiemann, 1934–1945 - Alfred Halling, 1935–1945 |

#### Kirchenbücher
Viele Kirchenbücher der Kirchengemeinde Friedland werden heute im Evangelischen Zentralarchiv in Berlin-Kreuzberg aufbewahrt:
- Taufen: 1640 bis 1879
- Trauungen: 1677 bis 1888
- Bestattungen: 1716 bis 1884
- Konfirmationen: 1819 bis 1823.

Auch andere kirchenchronikalische Aufzeichnungen sind dort vorhanden.

#### Kirchenkreis
Bis 1927 war Friedland Amtssitz und namensgebender Ort eines Kirchenkreises innerhalb der Kirchenprovinz Ostpreußen der Kirche der Altpreußischen Union. Danach wurde Bartenstein (heute polnisch: Bartoszyce) Verwaltungssitz.
Zu diesem Kirchenkreis gehörten 14 Kirchengemeinden, deren Bereiche heute sowohl in Russland (RUS) als auch in Polen (PL) liegen:
- Auglitten (Progress/RUS)-Schönwalde (Rasswet/RUS)
- Bartenstein (Bartoszyce/PL)-Stadtkirche
- Bartenstein (B.)-Johanniskirche
- Böttchersdorf (Sewskoje/RUS)-Allenau (Poretschje/RUS)
- Deutsch Wilten (Jermakowo/RUS)-Georgenau (Roschtschino/RUS)-Klingenberg (Ostre Bardo/PL)
- Domnau (Domnowo/RUS)
- Falkenau (Sokolica/PL)
- Friedland (Prawdinsk/RUS)
- Gallingen (Galiny/PL)
- Groß Schwansfeld (Łabędnik/PL)
- Klein Schönau (Oktjabrskoje/RUS)
- Schippenbeil (Sępopol/PL)
- Schönbruch (Szczurkowo/PL bzw. Schirokoje/RUS)
- Stockheim (Saizewo/RUS)

### Römisch-katholisch
In Friedland wurde 1931 eine römisch-katholische Pfarrgemeinde gegründet, die bis 1945 existierte. Ihren Bezirk zweigte man von dem der Pfarre in Tapiau (russisch: Gwardeisk) ab. Friedland lag im Bereich des Bistums Ermland.

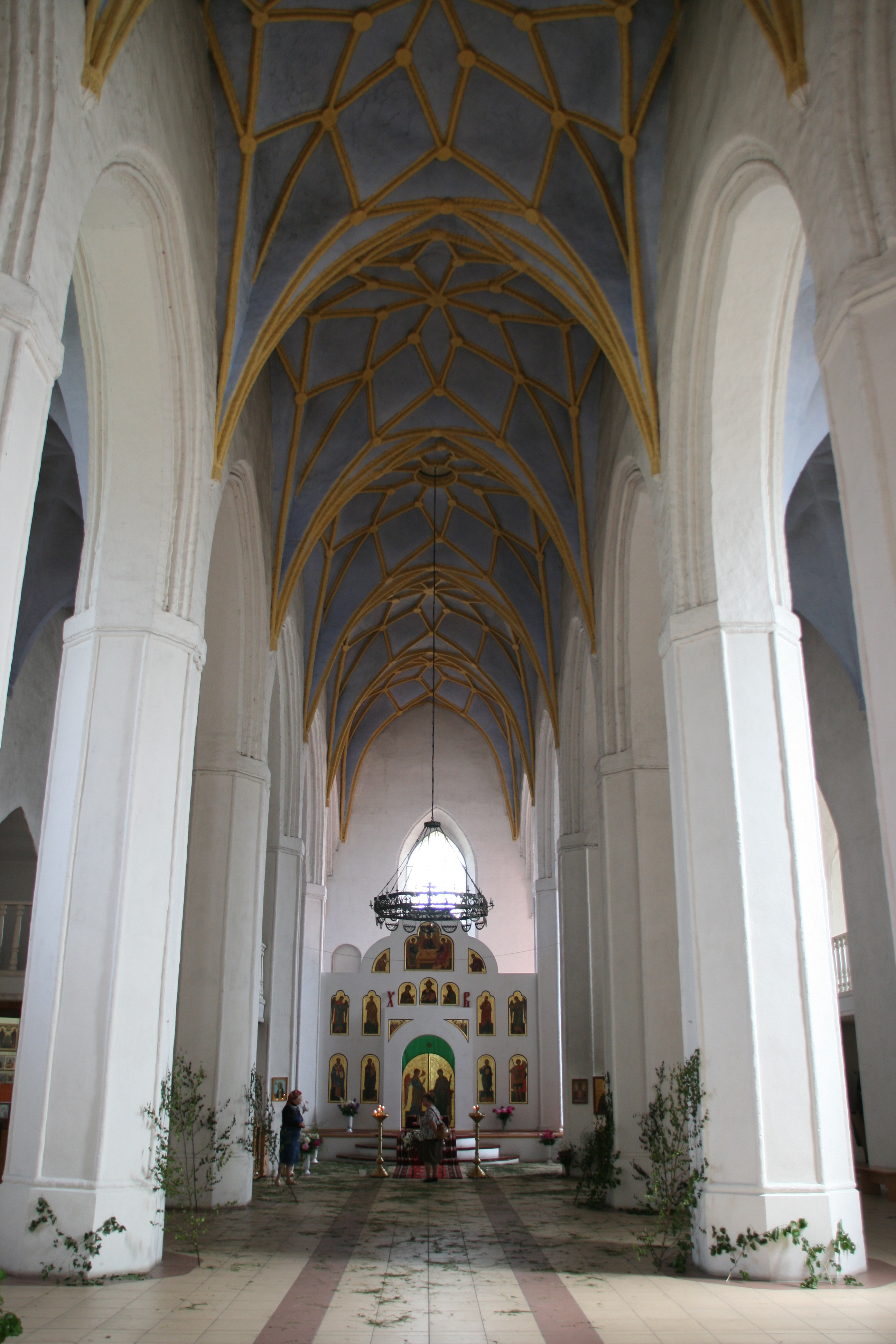
Innenansicht der Kirche (Juni 2011)

### Russisch-orthodox
In Prawdinsk besteht heute eine russisch-orthodoxe Gemeinde. Sie nutzt die frühere evangelische St.-Georgs-Kirche als Gotteshaus. Prawdinsk gehört zur russisch-orthodoxen Diözese Kaliningrad und Baltijsk (Königsberg und Pillau).

## Wasserkraftwerk

### Ostpreußenwerk

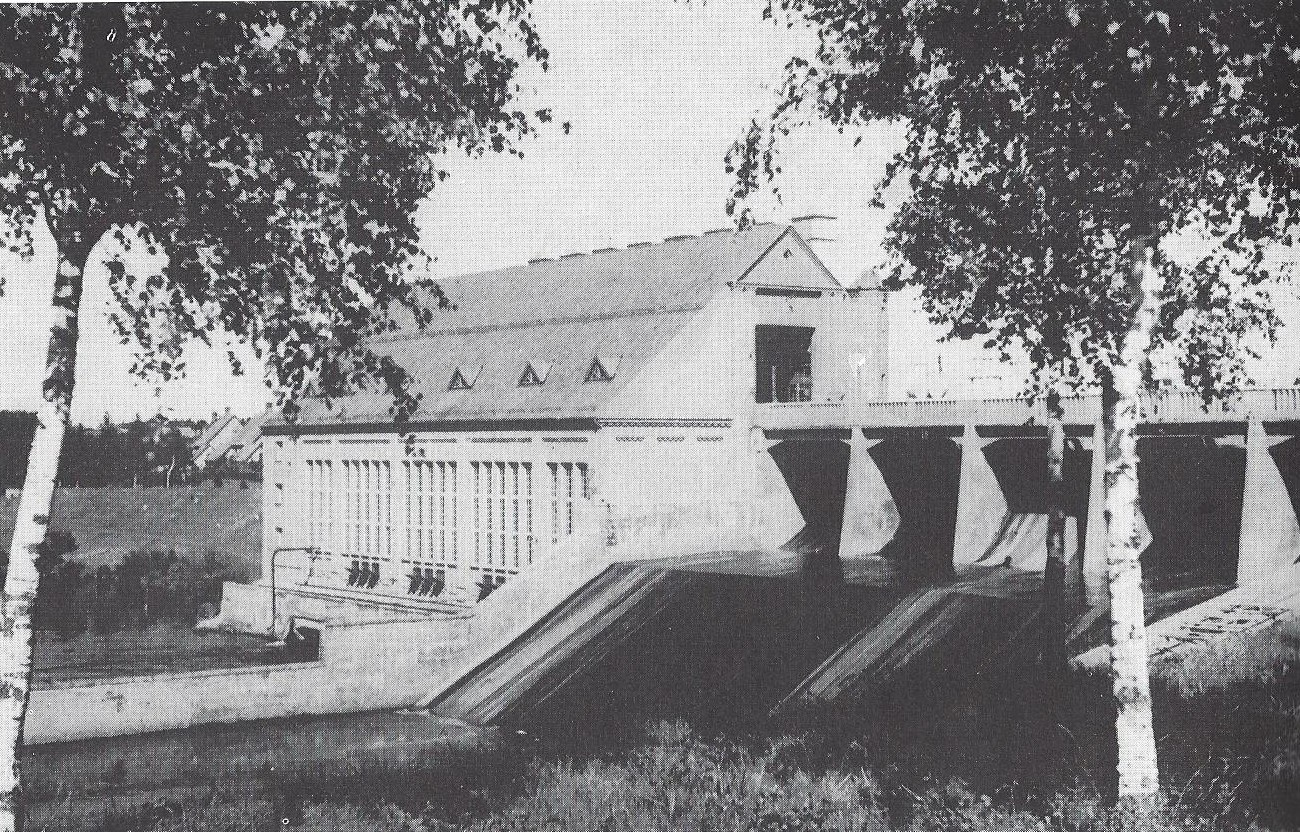
Wasserkraftwerk Friedland (1930er Jahre)

Zur sogenannten Aktiengesellschaft „Ostpreußenwerk“ der VIAG gehörte unter anderem das Alle-Wasserkraftwerk in Friedland, welches in den Jahren 1921–1924 in einer Flussschleife des Flusses Alle etwa einen Kilometer südlich von Friedland (heute Prawdinsk) errichtet wurde.
Der noch heute bestehende Schüttdamm hat eine Kronenhöhe von 17,6 Meter und eine Kronenlänge von 810 Metern (v-förmig) und besteht aus 170.000 Kubikmeter Dammschüttmaterial. Das Stauvolumen des aufgestauten Reihersees beträgt 1,5 Mio. Kubikmeter Wasser. Damit war er der damals größte Staudamm Deutschlands.
Die Wasserkraftwerke Friedland und eine Staustufe 20 Kilometer flussabwärts in Groß-Wohnsdorf (Kurortnoje (Kaliningrad)) versorgten einen erheblichen (nördlichen) Teil der Provinz Ostpreußen mit Elektroenergie. Ab 1936 wurde zur Leistungsergänzung das Wärmekraftwerk Peyse nahe Königsberg errichtet.
Das Wasserkraftwerk Friedland enthielt 4 Turbinen (3 × 5.400 PS (4 MWel) und 1 × 2.100 PS (1,6 MWel)) der Schichau-Werke in Elbing. Mittels Generatoren von Siemens-Schuckert wurde eine Spannung von 6.000 Volt erzeugt. Die Stromproduktion 1925 belief sich auf 9,2 Mio. Kilowattstunden; bei einer Jahreskapazität von 30 Mio. Kilowattstunden.
Beim Rückzug der deutschen Armee 1944 wurde der Staudamm vermint. Aufgrund einer Kommandoaktion der sowjetischen Truppen wurde es vor der vollständigen Zerstörung bewahrt.
Noch im Jahr 1945 ging das Wasserkraftwerk, nun als Prawdinsker Wasserkraftwerk Nr. 3, wieder an das Netz. Die Aggregate wurden zweimal überholt, dennoch wurde das Wasserkraftwerk im Jahre 1975 wegen Turbinen- und Generatorenverschleiß stillgelegt und blieb mehr als 20 Jahre außer Betrieb. Turbinenschacht und Gebäude waren somit in baufälligem Zustand.

### Neubau 1997
1997 wurde begonnen, den Turbinenschacht und den Damm wieder aufzubauen. Die Bauarbeiten kosteten 21 Mio. Rubel. 1998 wurde die erste Turbine fertiggestellt und 1998 ein Testlauf durchgeführt. Im Mai 2019 nahm das Kraftwerk wieder seinen Betrieb auf, nachdem es von JantarEnergo wiederaufgebaut und mit moderner Technik ausgestattet wurde. Die geplante Kapazität beträgt 12,5 Megawatt. 1999 arbeiteten bereits eine Turbine und ein Generator, die eine Leistung von 1,2 Megawatt erbringen. Der Einbau eines weiteren Turbinensatz mit einer Kapazität von 3 Megawatt war für 1999/2000 geplant. Weitere Maschinen sollten im Jahr 2000 folgen. Auch an der Staustufe in Kurortnoje wurde das Prawdinsker Wasserkraftwerk Nr. 4 (Правдинская ГЭС-4) als Kleinwasserkraftwerk wieder in Betrieb genommen.

## Sehenswürdigkeiten
- In der Stadtmitte ist die gotische (ehem. evangelische, heute russisch-orthodoxe) St.-Georgs-Kirche durch deutsche Unterstützung nach 1990 erhalten worden.
- Heimatmuseum. Es zeigt auch eine Holzskulptur mit abgeschlagenem Gesicht, das einzig Gebliebene von der einstmals reichen Innenausstattung der Kirche.
- Gedenktafel an die Königsberger Dichterin Agnes Miegel an der Außenmauer des früheren Gymnasiums, das 1923 bis 1945 ihren Namen führte
- Denkmal für den in der Schlacht bei Friedland 1807 gefallenen russischen Generalmajor Nikolai Masowski in kleinem Park nahe der Kirche
- Denkmal für den russischen Generalfeldmarschall Michail Kutusow (1745–1813)
- Massengrab für russische Soldaten aus der Schlacht bei Friedland
- Lenin-Denkmal
- Prawdinsker Stausee (Reihersee), am südlichen Stadtrand

## Persönlichkeiten
- Moritz Heling (1522–1595), Theologe
- Christoph Völkner (1587–1655), Richter
- Albert Scheffler (1858–1928), Altphilologe und Gymnasiallehrer
- Bruno Zeiß (1887–1972/73), war zwischen 1940 und 1945 Bürgermeister der Stadt
- Hartmut Lubomierski (* 1943), Datenschutzexperte
- Otto Saro (1818–1888), Oberstaatsanwalt in Königsberg, Mitglied des Preußischen Abgeordnetenhauses und des Reichstages